# William Breeden
William Breeden (* vor 1865 in Kentucky; † nach 1889) war ein US-amerikanischer Jurist und Politiker (Republikanische Partei).

## Werdegang
Über die frühen Jahre von William Breeden ist nichts bekannt. Breeden zog nach dem Ende des Sezessionskrieges in das New-Mexico-Territorium. Er trat dort eine Anstellung in der Steuerbehörde an. 1869 war er Clerk am Supreme Court und am Gericht im ersten Gerichtsbezirk, als er zu praktizieren begann. Der Gouverneur Marsh Giddings ernannte ihn 1872 zum Attorney General vom New-Mexico-Territorium. Er bekleidete den Posten bis zu seinem Rücktritt, welcher beinahe am Ende der Amtszeit von Gouverneur Samuel Beach Axtell erfolgte.
Als Delegierter nahm Breeden 1876 an der Republican National Convention in Cincinnati (Ohio) teil, wo er für den Präsidentschaftskandidaten Rutherford B. Hayes stimmte. Bei den folgenden Präsidentschaftswahlen des Jahres 1876 errang Hayes den Sieg. Breeden hatte viele Jahre lang den Vorsitz in der Republikanischen Partei von New-Mexico-Territorium.
Axtell berief den Chief Justice Henry L. Waldo zum Nachfolger von Breeden, um die Vakanz zu füllen. Präsident Rutherford B. Hayes ernannte Anfang 1878 wiederum Charles McCandless zum neuen Chief Justice in New-Mexico-Territorium. Breeden wurde 1881 erneut zum Attorney General vom New-Mexico-Territorium ernannt. Seine Ernennung erfolgte durch Gouverneur Lionel Allen Sheldon. Breeden bekleideten den Posten bis zu dessen Abschaffung im Jahr 1889.
Colonel Breeden wurde von vielen Leuten als der schlaueste Politiker und fähigste Anwalt in New-Mexico-Territorium zu jener Zeit angesehen. Er war ein ausgezeichneter Anwalt, ein fähiger Staatsanwalt und ein geborener Anführer.
Im Jahr 1888 verschlechterte sich sein Gesundheitszustand. Daher zog er später in die Nähe von Boston (Massachusetts).

## Trivia
In den 1870er und 1880er Jahren war der Anwalt Marshall A. Breeden Assistant Attorney General im New-Mexico-Territorium. Er wurde auch in Kentucky geboren. Wahrscheinlich waren William Breeden und Marshall A. Breeden miteinander verwandt.